# Boston United FC
Boston United FC är en engelsk fotbollsklubb i Boston, grundad 1933. Hemmamatcherna spelas på York Street. Smeknamnet är The Pilgrims.

## Historia
Klubben grundades 1933 som en efterträdare till en tidigare klubb, Boston Town, vilken lades ned samma år. Man spelade 1933–1958 (med avbrott för andra världskriget) i Midland Football League, och mot slutet av denna period hade man en fin framgång i FA-cupen. I andra omgången 1955/56 slog man ut Derby County med 6–1 på bortaplan, vilket var den största bortavinsten för en klubb utanför The Football League mot en klubb från The Football League i FA-cupens historia. I tredje omgången fick man möta storklubben Tottenham Hotspur borta, och föll med 0–4 på White Hart Lane inför 46 185 åskådare. Samma säsong kom klubben tvåa i Midland Football League, vilket var den bästa placeringen i ligan under alla år.
1958 bytte Boston United liga till Southern Football League, men efter en sistaplats i Premier Division säsongen 1960/61 lämnade man ligan och gick ett år senare tillbaka till Midland Football League. 1965 bytte klubben liga igen, denna gång till United Counties League, som man genast vann. Säsongen efter bytte man liga till West Midlands (Regional) League och vann även den ligan direkt samt nästföljande säsong.
Efter att ha vunnit sin division tre år i rad bytte Boston United liga igen, nu till den nybildade Northern Premier League. Där firade klubben stora triumfer på 1970-talet med fyra ligamästerskap på sex säsonger 1972/73–1977/78. När den nya nationella ligan Alliance Premier League drog igång säsongen 1979/80 var klubben med och man spelade sedan i divisionen i 14 raka säsonger med en tredjeplats som bäst 1988/89. Säsongen 1984/85 gick man till final i FA Trophy på Wembley Stadium, men förlorade mot Wealdstone med 1–2.
En sistaplats i ligan säsongen 1992/93 ledde till degradering till Northern Premier League Premier Division, där man var ett ständigt topplag i fem säsonger innan man bytte till den jämställda Southern Football League Premier Division. Denna vann man under andra säsongen 1999/00 och var då tillbaka i Football Conference, som Alliance Premier League hade bytt namn till. Även denna liga vann man 2001/02, då man för första gången var en helt professionell klubb, och gick då för första gången i klubbens historia upp till The Football League och dess Third Division (nivå 4).

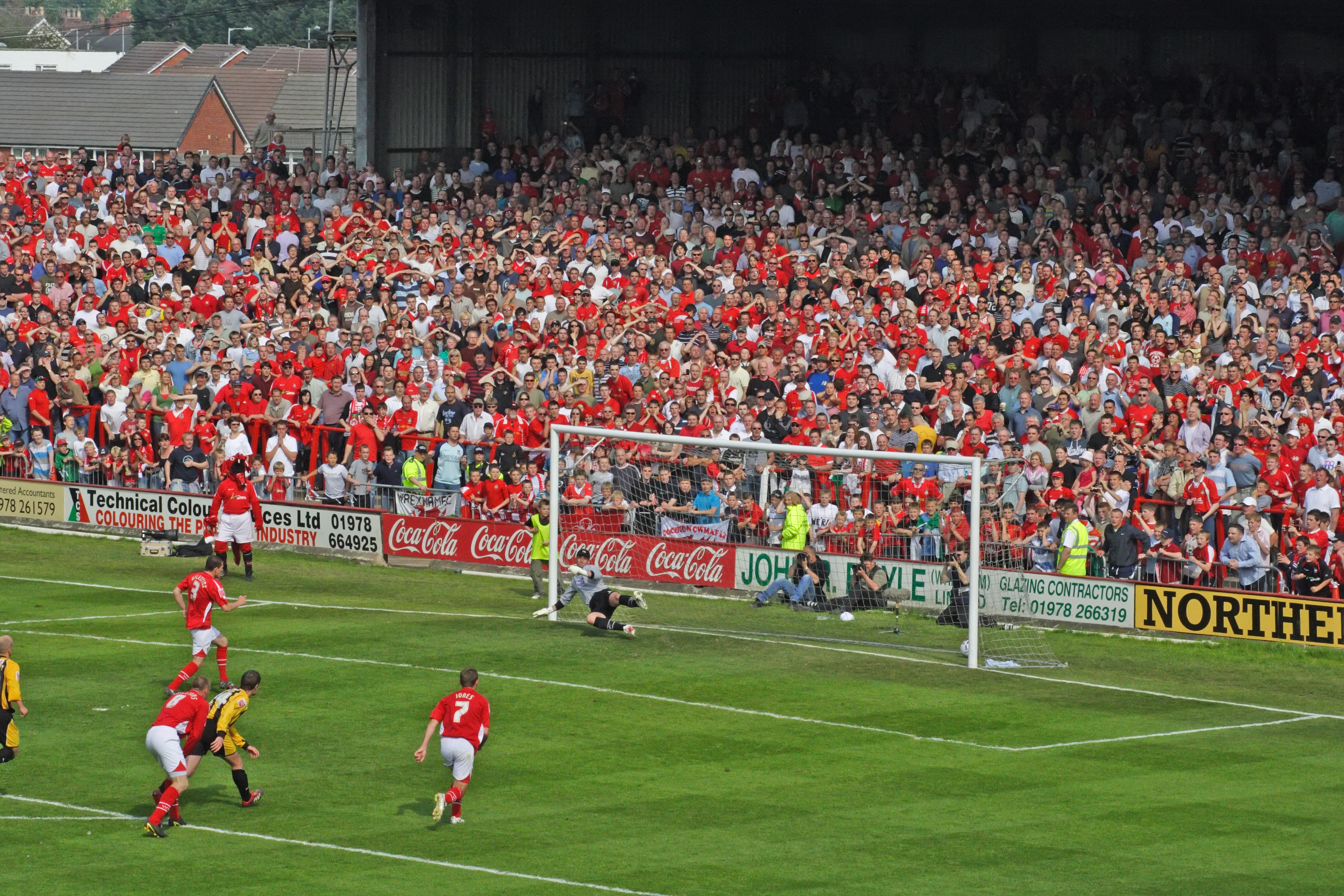
Boston United släpper in ett mål på straff i sista matchen 2006/07 mot Wrexham.

Första säsongen i The Football League drabbades Boston United av fyra poängs avdrag på grund av förseelser mot Football Associations (FA) regelverk under föregående säsong. Man klarade ändå en 15:e plats av 24. Klubben hängde kvar i fem säsonger, under vilka divisionen bytte namn till League Two, och blev som bäst elva säsongerna 2003/04 och 2005/06. Under 2006/07 års säsong framkom det att klubben hade stora ekonomiska bekymmer och under klubbens sista match för säsongen, då det stod klart att man skulle åka ur, ingick man ett så kallat Company Voluntary Arrangement för att rädda klubben. Detta ledde till tio poängs avdrag den säsongen, vilket var betydelselöst eftersom man ändå skulle åka ur.
Football Conference bestämde inför 2007/08 års säsong att Boston United inte fick spela i Conference Premier utan direkt skulle degraderas till Conference North (nivå 6) på grund av klubbens ekonomiska problem. Trots en tiondeplats den säsongen blev man sedan nedflyttade ytterligare ett steg, till Northern Premier League Premier Division. Under den andra säsongen där, 2009/10, lyckades man kvala sig upp till Conference North efter seger i kvalfinalen mot Bradford Park Avenue med 2–1. Säsongen efter fick man chansen att kvala sig till Conference Premier, men förlorade direkt mot Guiseley efter straffar. Exakt samma sak hände 2014/15, men då mot Chorley. Även nästföljande säsong, då divisionen bytte namn till National League North, förlorade man i första kvalomgången, mot North Ferriby United.

## Meriter

### Liga
- League Two eller motsvarande (nivå 4): Elva 2003/04, 2005/06 (högsta ligaplacering)
- National League eller motsvarande (nivå 5): Mästare 2001/02
- Southern Football League Premier Division: Mästare 1999/00
- Northern Premier League: Mästare 1972/73, 1973/74, 1976/77, 1977/78
- West Midlands (Regional) League: Mästare 1966/67, 1967/68
- United Counties League: Mästare 1965/66
- Central Alliance Premier Division: Mästare 1961/62

### Cup
- Northern Premier League Challenge Cup: Mästare 1973/74, 1975/76, 2009/10
- Peter Swales Shield: Mästare 1973, 1974, 1976, 1977
- Lincolnshire Senior Cup: Mästare 1934/35, 1935/36, 1937/38, 1945/46, 1949/50, 1954/55, 1955/56, 1956/57, 1959/60, 1976/77, 1978/79, 1985/86, 1987/88, 1988/89, 2005/06